# Motorola MC6847

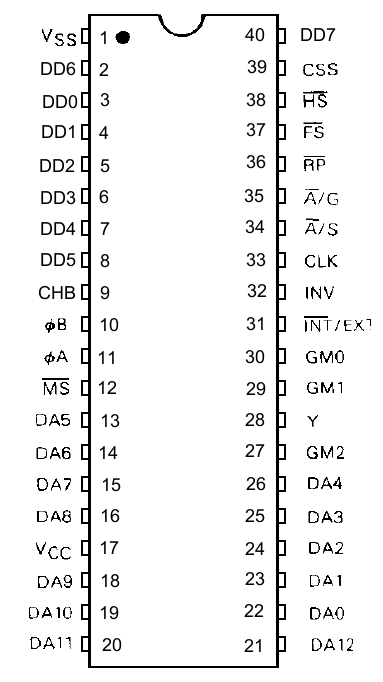

O MC6847 foi um gerador de imagem de vídeo (VDG, na sigla em inglês) produzido pela Motorola e usado no TRS-80 Color Computer (e seu clone brasileiro CP400), CCE MC-1000, Matra Alice, Dragon 32/64, Laser 200 e Acorn Atom entre outros microcomputadores. Era um microprocessador dedicado relativamente simples comparado a outros VDGs da mesma época, capaz de exibir texto e gráficos contidos numa matriz grosso modo quadrada, de 256 pixels de largura por 192 linhas de altura, com até 9 cores: preto, verde, amarelo, azul, vermelho, um branco tendendo a rosa que a especificação chama em inglês "buff", ciano, magenta e laranja. A imagem em baixa resolução era necessária pelo uso de aparelhos de televisão como monitores de vídeo. Fazer uma imagem maior provocaria o risco de cortar caracteres devido ao efeito conhecido por overscan. Comprimir mais pontos na janela de exibição facilmente ultrapassaria a resolução do televisor e se tornaria inútil.
O MC6847 usava uma versão precoce do ASCII (ASA X3.4-1963), por isso não dispunha de letras minúsculas, que foram incluídas ao padrão alguns meses depois.

## Modos de vídeo
| Modo de vídeo         | Resolução            | Cores     | Bytes |
| --------------------- | -------------------- | --------- | ----- |
| Alphanumeric Internal | 32 × 16 caracteres   | 1 + preto | 512   |
| Alphanumeric External | 32 × 16 caracteres   | 1 + preto | 512   |
| Semigraphics 4        | 64 × 32 blocos 2 × 3 | 8 + preto | 512   |
| Semigraphics 6        | 64 × 48 blocos 2 × 2 | 4 + preto | 512   |
| Color Graphics 1      | 64 × 64              | 4         | 1024  |
| Resolution Graphics 1 | 128 × 64             | 1 + preto | 1024  |
| Color Graphics 2      | 128 × 64             | 4         | 2048  |
| Resolution Graphics 2 | 128 × 96             | 1 + preto | 1536  |
| Color Graphics 3      | 128 × 96             | 4         | 3072  |
| Resolution Graphics 3 | 128 × 192            | 1 + preto | 3072  |
| Color Graphics 6      | 128 × 192            | 4         | 6144  |
| Resolution Graphics 6 | 256 × 192            | 1 + preto | 6144  |